# Bolhó
Bolhó es un pueblo ubicado en el distrito de Barcs, en el condado de Somogy, Hungría.

## Superficie
Posee una superficie de 25,07 kilómetros cuadrados.

## Demografía
Hasta 2019 la población era de 692 habitantes, con una densidad de población de 27,60 habitantes por kilómetro cuadrado.